# Dalmo Gaspar
Dalmo Gaspar, meglio noto come Dalmo (Jundiaí, 19 ottobre 1932 – Jundiaí, 2 febbraio 2015), è stato un allenatore di calcio e calciatore brasiliano, di ruolo difensore.
Terzino sinistro, ha vinto molti titoli con i colori del Santos di Pelé: quattro volte – consecutive – il campionato nazionale, in cinque occasioni il Paulistão, tre volte il Torneo Rio-San Paolo, due Libertadores e due Intercontinentali di fila (1962 e 1963), battendo prima i bi-campioni del Sudamerica del Peñarol nel 1962, poi il Boca Juniors nel 1963 nelle finali della Libertadores, e battendo i campioni d'Europa del Benfica e del Milan nelle edizioni del 1962 e del 1963 della Coppa Intercontinentale.
In particolare nella contestata doppia finale dell'Intercontinentale 1963 contro gli italiani del Milan, si rende artefice – assieme a tutto il reparto difensivo – di alcuni interventi pericolosamente fallosi non sanzionati dall'arbitro argentino Brozzi. Dopo aver perso 4-2 a Milano e aver vinto con lo stesso risultato in casa, si gioca la terza finale per decretare il vincitore del trofeo: la terza sfida è decisa da un gol di Dalmo al 31' del primo tempo su calcio di rigore. Solo successivamente, si scoprirà che l'arbitro Brozzi era stato corrotto per favorire il Santos.

## Palmarès

### Competizioni statali
- Campionato paulista: 5

Santos: 1958, 1960, 1961, 1962, 1964

### Competizioni nazionali
- Taça Brasil: 4

Santos: 1961, 1962, 1963, 1964
- Torneo Rio-San Paolo: 3

Santos: 1959, 1963, 1964

### Competizioni internazionali
- Coppa Libertadores: 2

Santos: 1962, 1963
- Coppa Intercontinentale: 2

Santos: 1962, 1963